# Rodný dům F. V. Heka
Rodný domek Františka Vladislava Heka se nachází v Dobrušce v okrese Rychnov nad Kněžnou. Dne 11. dubna 1769 se zde narodil buditel František Vladislav Hek, známý jako hlavní postava románu Aloise Jiráska F. L. Věk. Patří mezi nejvýznamnější stavby města Dobrušky. Jedná se o nejnavštěvovanější z pěti expozic Vlastivědného muzea Dobruška.

## Historie
11. dubna 1769 se v Dobrušce narodil dobrušskému kupci Josefu Hekovi a jeho ženě Kateřině Hekové, rozené Javůrkové, nejmladší syn František Vladislav. V domku za tzv. vodní bránou ale František žil pouze do svých čtyř let, později se Hekovi odstěhovali na náměstí, kde Josef Hek zakoupil dům s čp. 17. První roky měšťanské školy absolvoval malý František v Dobrušce, později jej pro jeho šikovnost a hudební talent pozvali jako člena sboru do Prahy, kde následně studoval Piaristické gymnázium.
Před jeho rodným domem protékal potok Brtva, o němž se dříve myslelo, že dům zachránil před ničivými požáry v letech 1806 a 1866. V roce 2021 bylo provedeno dendrochronologické datování krovu a stropu kulturní památky, které prokázalo, že dům v roce 1806 zcela shořel a musel být v původní podobě obnoven.
V návaznosti na nebývalý úspěch seriálu F. L. Věk byl rodný dům ústředního hrdiny v roce 1972 po rekonstrukci zpřístupněn veřejnosti. Slavnostního otevření se osobně účastnili režisér František Filip a herci Radoslav Brzobohatý, Antonie Hegerlíková a Eva Vosková.Památkově chráněným objektem se stal dne 1. září 2003.

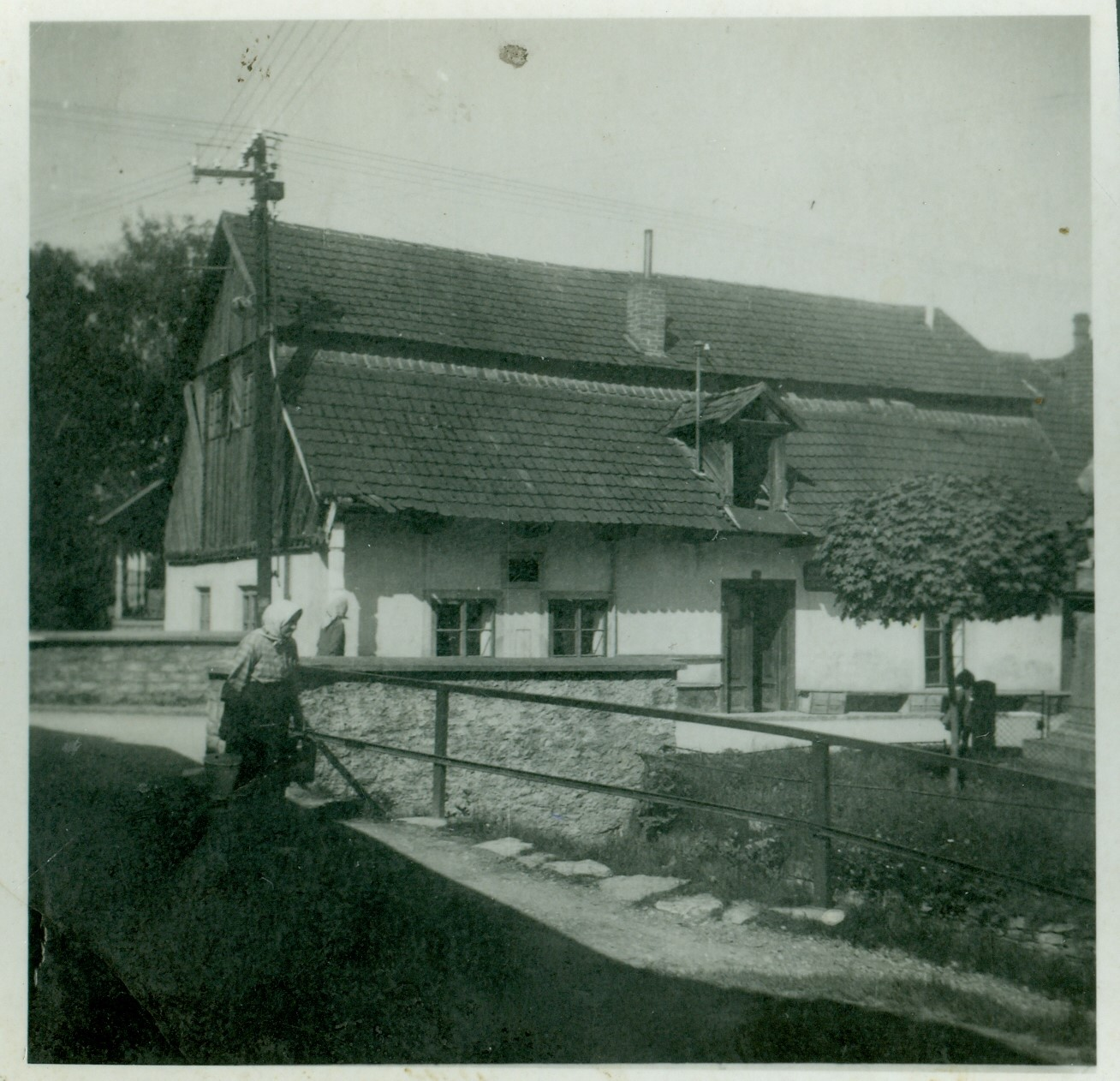
Pohled na rodný domek ve 20. letech 20. století

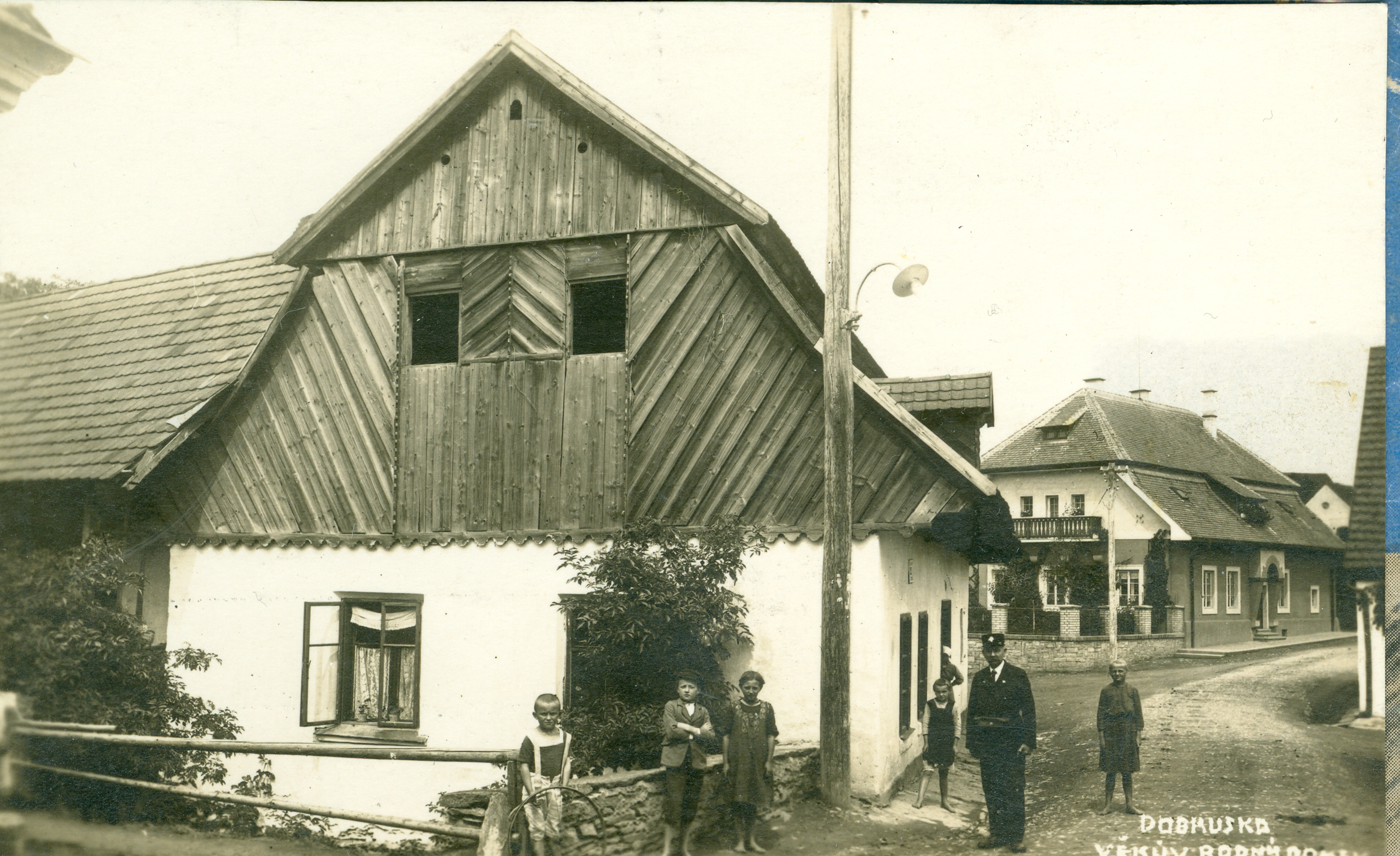
Domek okolo roku 1900

### Stavební vývoj
První písemná zmínka o domku se datuje do roku 1679, o sto let později jej známe jako přízemní stavení s dřevěným štítem, zřejmě jen podélné dispozice delší stěnou do Novoměstské ulice. Přístavba s typickou pavlačí je doložena k roku 1840. Dům lze od ostatních jednoduše rozeznat podle vápenné bílé omítky a šindelové střechy. Jedná se o roubenou lidovou architekturu, která dokládá dřevěnou výstavbu města během 18. století. Půdorys je ve tvaru písmene L. Součástí je i uzavřený dvůr a zahrada přístupná z ulice Poddomí, která byla jako lapidárium kamenných artefaktů zpřístupněna v roce 2024.
V domku se nachází jedna z expozic Vlastivědného muzea Dobruška, která se skládá ze tří částí - obytná světnička, kupecký krám a poslední část je situována do bývalé černé kuchyně. Závěr expozice připomíná život a dílo nejvýznamnější dobrušské osobnosti.

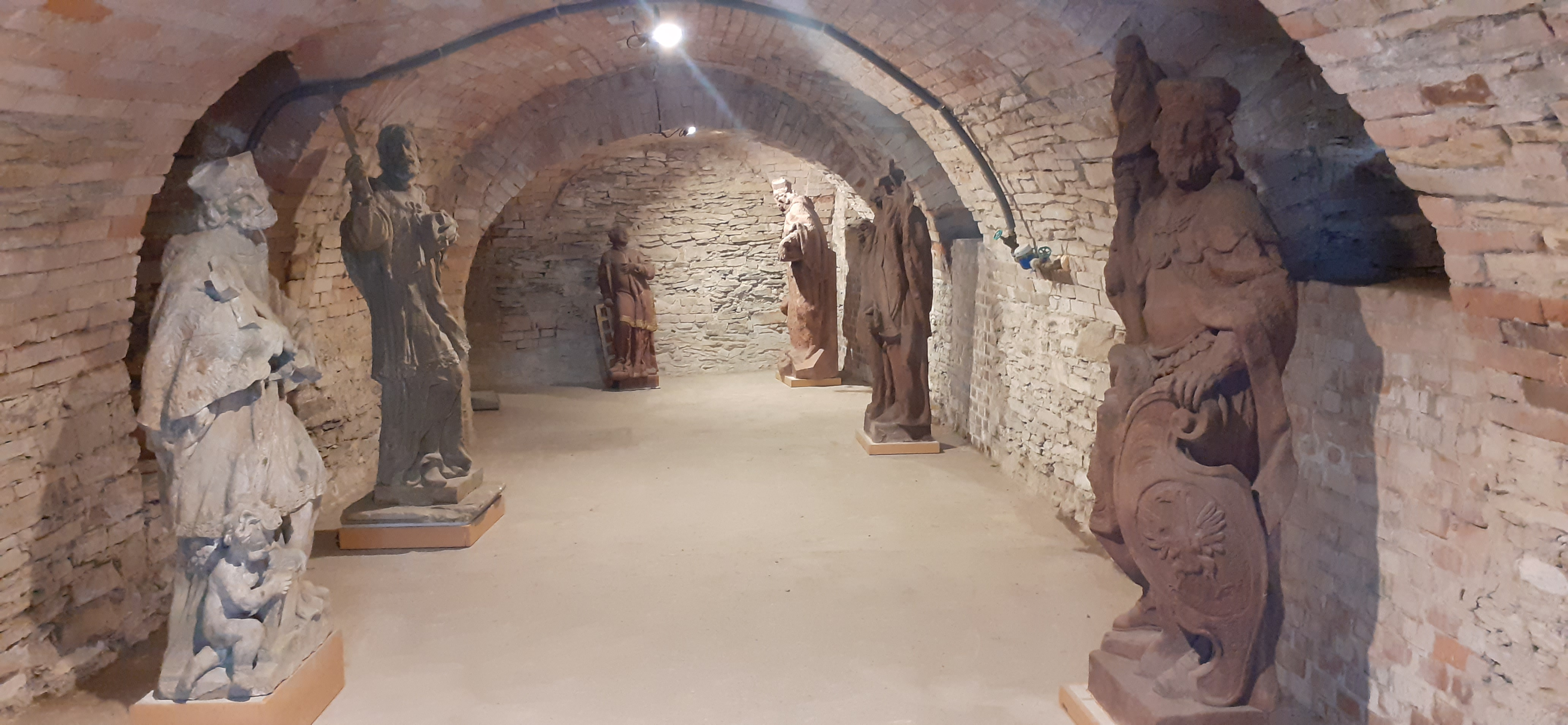
Instalace barokních soch ve sklepě (2024)

Poslední část expozice uvnitř domku byla reinstalována v roce 2010. Od roku 2024 je v rámci prohlídky pro návštěvníky přístupný také sklep rodného domu F. L. Věka s barokními originály dobrušských soch. Na domě visí pamětní deska od Jana Kotěry.

## František Vladislav Hek
František Vladislav Hek byl český národní buditel, spisovatel a skladatel. Narodil se roku 1769 v Dobrušce kupeckému otci Josefu Hekovi a jeho ženě Kateřině. Mezi jeho nejvýznamnější díla patří tzv. epigramy, díky kterým bývá nazýván „prvním novočeským satirikem“.

## Expozice

### Obytná světnička
Tato expozice připomíná bydlení na začátku 19. století. K vidění tu je ručně malovaný nábytek, kolovrátek, malované sklo a další dnes již nepoužívané předměty, včetně dobových knih a hudebních nástrojů.

### Kupecký krámek
Zde se nachází sortiment dříve prodávaného zboží, zejména předmětů do domácnosti a zemědělské nástroje. Součástí expozice jsou i dva dřevěné držáky na váhy v podobě mořských panen, které pocházejí z majetku Heka. K vidění rovněž byly v televizním seriálu F. L. Věk.

### Muzejní expozice a život a dílo F. V. Heka
Za pozornost v černé kuchyni stojí včelí úl, neboli klát vyřezaný z jednoho kusu dřeva. V závěrečné části expozice najdeme figuríny s autentickými kostýmy, které byly použity v seriálu F. L. Věk z roku 1971.
Muzejní expozice byla aktualizována v devadesátých letech a zvýrazňuje Hekovu podnikatelskou činnost.

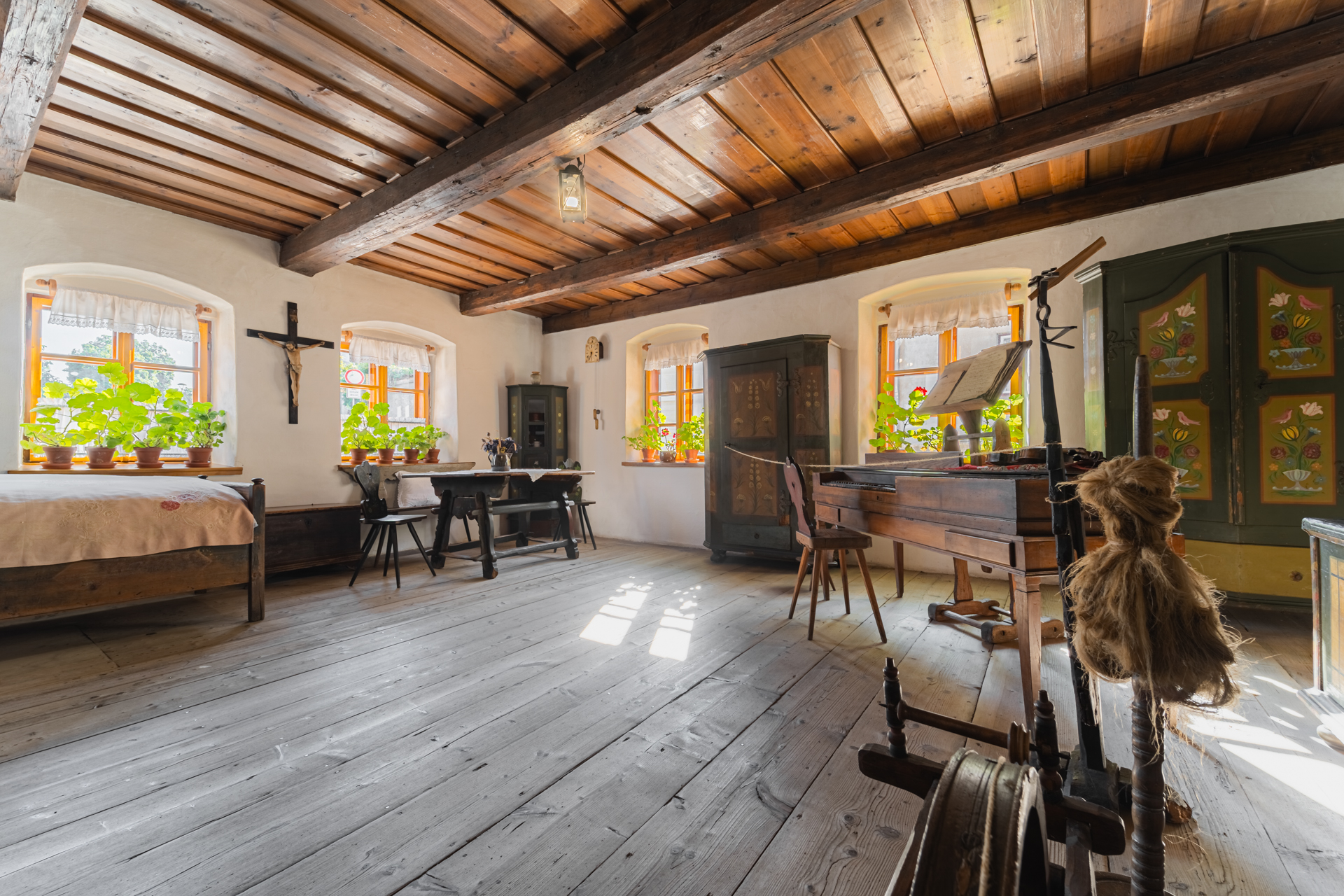
Pohled na obytnou světnici v rodném domku Františka Vladislava Heka
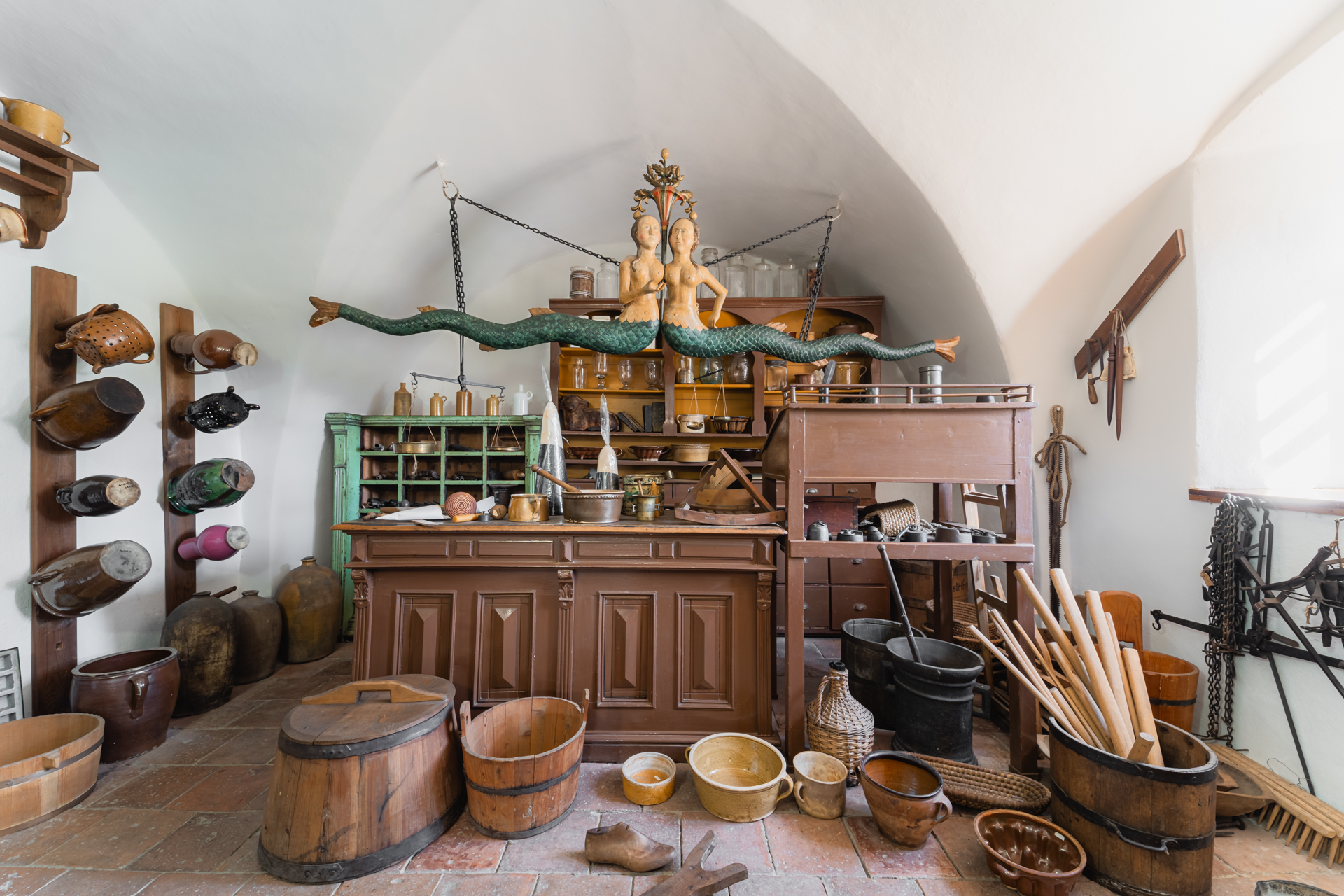
Kupecký krám v rodném domku F. V. Heka
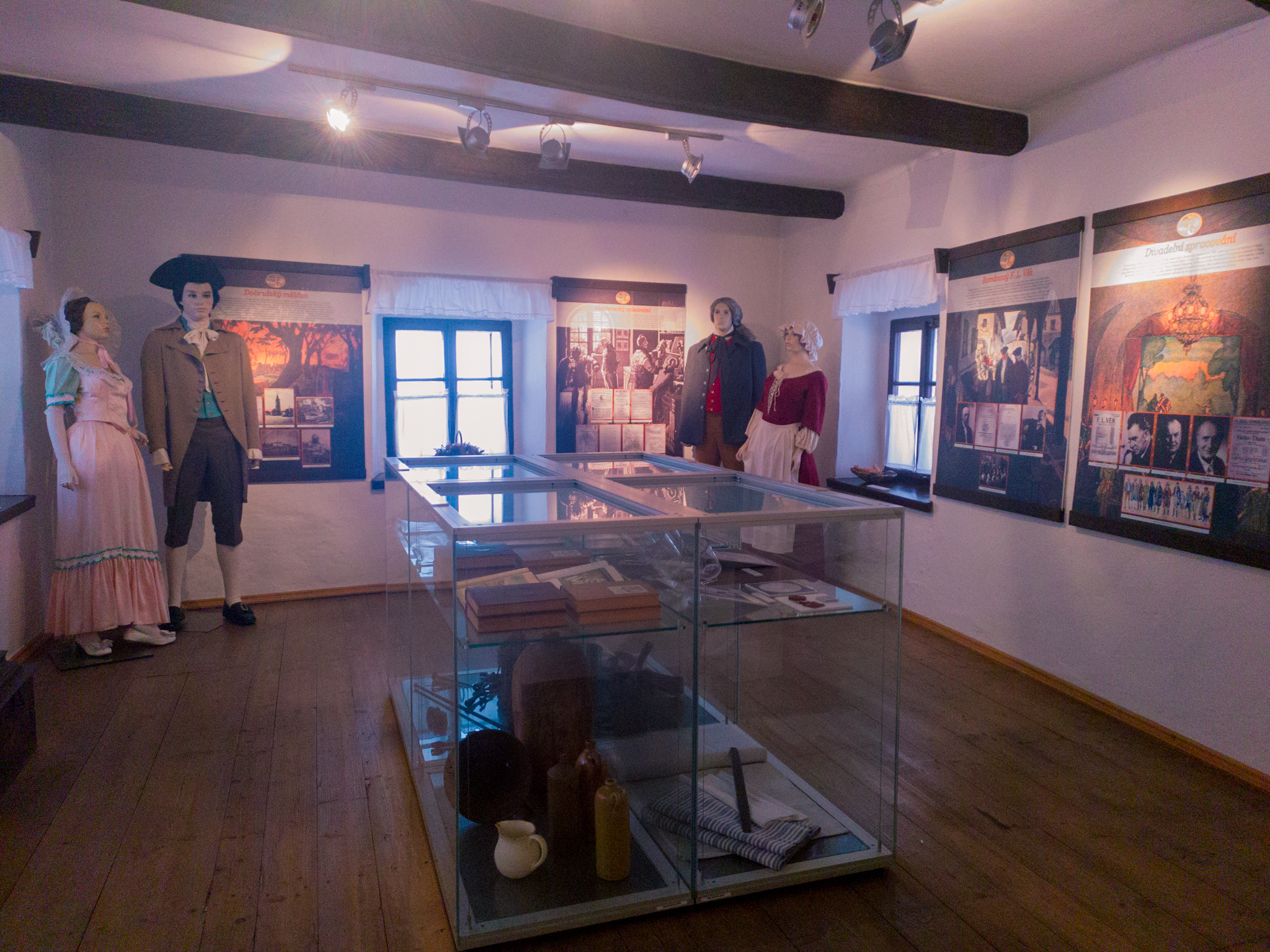
Část expozice o díle a tvorbě F. V. Heka a filmový F. L. Věk
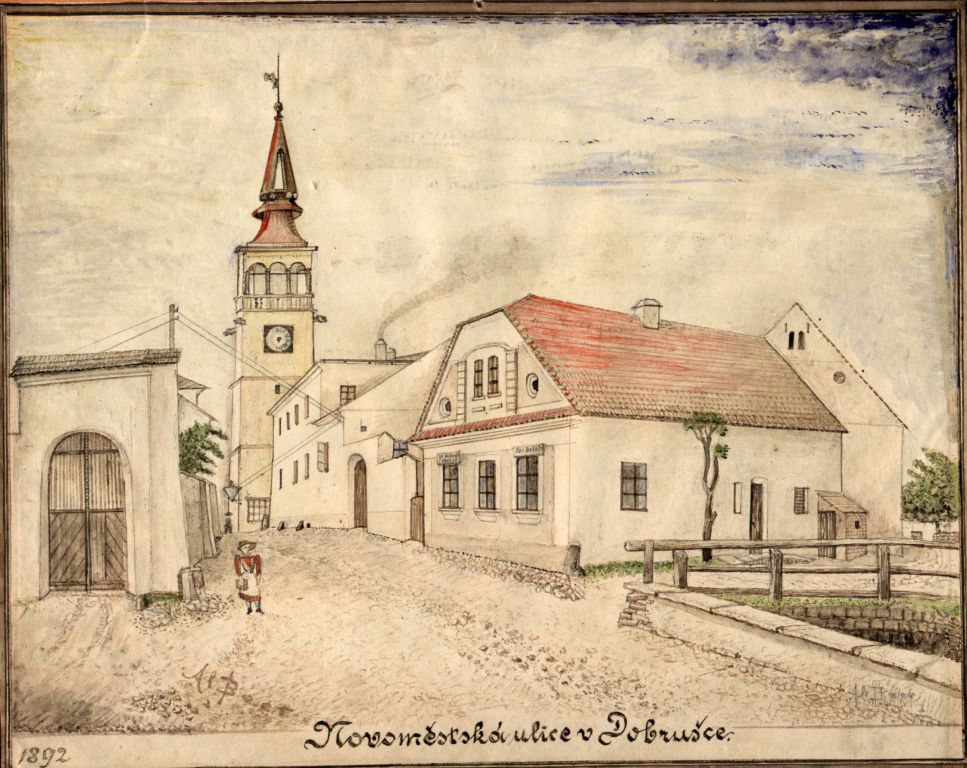
Zobrazení Novoměstské ulice s rodným domkem F. V. Heka dle písmáka a kronikáře Aloise Beera z roku 1892